# اچ‌ام‌اس هراکلس (۱۷۵۹)
اچ‌ام‌اس هراکلس (۱۷۵۹) (به انگلیسی: HMS Hercules (1759)) یک کشتی بود که طول آن ۱۶۶ فوت ۶ اینچ (۵۰٫۷۵ متر) بود. این کشتی در سال ۱۷۵۹ ساخته شد.